# Alstonia muelleriana
Alstonia muelleriana är en oleanderväxtart som beskrevs av Karel Domin. Alstonia muelleriana ingår i släktet Alstonia och familjen oleanderväxter. Inga underarter finns listade i Catalogue of Life.